# Krężoł (przystanek kolejowy)
Krężoł – zlikwidowany przystanek kolei wąskotorowej (Kołobrzeska Kolej Wąskotorowa) przy drodze pomiędzy Czerwęcinem a Kłopotowem, w województwie zachodniopomorskim, w Polsce.